# افسانه کورا (فصل ۳)
کتاب سوم: تغییر (به انگلیسی: Book Three: Change) سومین فصل مجموعهٔ پویانمایی تلویزیونی افسانه کورا است که توسط مایکل دانته دی‌مارتینو و برایان کونیتزکو ساخته شده و شامل سیزده قسمت («فصل») است که همگی توسط استودیو میر پویانمایی شده‌اند. پخش این فصل از نیکلودئون در ایالات متحده در ۲۷ ژوئن ۲۰۱۴ آغاز شد. پس از افشای قسمت‌ها و به دنبال کاهش رتبه‌بندی، پخش سریال پس از قسمت ۸ در ۲۵ ژوئیه ۲۰۱۴ در نیکلودئون متوقف شد. قسمت‌های ۹ تا ۱۳ کتاب سوم متعاقباً از طریق وب‌سایت نیکلودئون و پلتفرم‌های دانلود دیجیتال به صورت هفتگی در اینترنت در دسترس قرار گرفت.
این فصل تا حد زیادی در پادشاهی خاک، یکی از چهار ملت اصلی در صحنه سریال، اتفاق می‌افتد، در حالی که ظهور دوباره بادافرارها در میان مردم کشورهای دیگر را به تصویر می‌کشد. هماوردهای این فصل «نیلوفر سرخ» هستند، گروهی از آنارشیست‌های خطرناک به رهبری ظهیر که می‌خواهد حکومت‌های جهان و آواتار را سرنگون کند. از جمله شخصیت‌های فرعی فصل می‌توان به زوکو مسن (شخصیتی از سریال اصلی) و خانواده خواهر لین بی‌فانگ، سوئین اشاره کرد.

## قسمت‌ها
| شم. کلی | شم. در فصل | عنوان               | پویانمایی‌شده توسط | کارگردان       | نویسنده                       | تاریخ انتشار اصلی | کد تولید | آمریکا تعداد بیننده (میلیون) |
| ------- | ---------- | ------------------- | ----------------- | -------------- | ----------------------------- | ----------------- | -------- | ---------------------------- |
| ۲۷      | ۱          | «استنشاق هوای تازه» | استودیو میر       | Melchior Zwyer | Tim Hedrick                   | ۲۷ ژوئن ۲۰۱۴      | ۲۰۱      | ۱٫۵۰                         |
| ۲۸      | ۲          | «تولد دوباره»       | استودیو میر       | Colin Heck     | Joshua Hamilton               | ۲۷ ژوئن ۲۰۱۴      | ۲۰۲      | ۱٫۵۰                         |
| ۲۹      | ۳          | «ملکه خاک»          | استودیو میر       | Ian Graham     | Tim Hedrick                   | ۲۷ ژوئن ۲۰۱۴      | ۲۰۳      | ۱٫۲۹                         |
| ۳۰      | ۴          | «به خطر افتاده»     | استودیو میر       | Melchior Zwyer | Joshua Hamilton               | ۱۱ ژوئیه ۲۰۱۴     | ۲۰۴      | ۱٫۱۹                         |
| ۳۱      | ۵          | «قبیله فلز»         | استودیو میر       | Colin Heck     | مایکل دانته دی‌مارتینو         | ۱۱ ژوئیه ۲۰۱۴     | ۲۰۵      | ۱٫۱۸                         |
| ۳۲      | ۶          | «زخم‌های کهنه»       | استودیو میر       | Ian Graham     | Katie Mattila                 | ۱۸ ژوئیه ۲۰۱۴     | ۲۰۶      | ۱٫۲۸                         |
| ۳۳      | ۷          | «بادافزاران اصیل»   | استودیو میر       | Melchior Zwyer | Tim Hedrick                   | ۱۸ ژوئیه ۲۰۱۴     | ۲۰۷      | ۱٫۳۷                         |
| ۳۴      | ۸          | «تحدید خودی»        | استودیو میر       | Colin Heck     | Joshua Hamilton               | ۲۵ ژوئیه ۲۰۱۴     | ۲۰۸      | ۱٫۰۸                         |
| ۳۵      | ۹          | «کشیک»              | استودیو میر       | Ian Graham     | مایکل دانته دی‌مارتینو         | ۱ اوت ۲۰۱۴        | ۲۰۹      | ن/م                          |
| ۳۶      | ۱۰         | «زنده باد ملکه»     | استودیو میر       | Melchior Zwyer | Tim Hedrick                   | ۸ اوت ۲۰۱۴        | ۲۱۰      | ن/م                          |
| ۳۷      | ۱۱         | «اتمام حجت»         | استودیو میر       | Colin Heck     | Joshua Hamilton               | ۱۵ اوت ۲۰۱۴       | ۲۱۱      | ن/م                          |
| ۳۸      | ۱۲         | «قدم نهادن در پوچی» | استودیو میر       | Ian Graham     | مایکل دانته دی‌مارتینو         | ۲۲ اوت ۲۰۱۴       | ۲۱۲      | ن/م                          |
| ۳۹      | ۱۳         | «زهر نیلوفر سرخ»    | استودیو میر       | Melchior Zwyer | Tim Hedrick و Joshua Hamilton | ۲۲ اوت ۲۰۱۴       | ۲۱۳      | ن/م                          |